# Robert de Luzarches
Robert de Luzarches (Luzarches, cerca de Pontoise, 1180 - 1222) fue un arquitecto medieval francés.
Fue el arquitecto del antiguo convento de la abadía de Port-Royal des Champs situado en el valle de Chevreuse al suroeste de París, construido en estilo cisterciense. Sin embargo, el principal trabajo por el que se le recuerda, es por ser el arquitecto que comenzó la construcción de la Catedral de Amiens.
Posteriormente participó en las labores de construcción de la Catedral de Notre Dame de París, después de que se lo solicitara Felipe II de Francia.